# Alitalia-Flug 4128
Der Alitalia-Flug 4128 (Flugnummer: AZ4128, Funkrufzeichen: ALITALIA 4128) war ein inländischer Charterflug der Alitalia von Rom nach Palermo. Auf diesem Flug wurde am 23. Dezember 1978 eine Douglas DC-9-32 der Alitalia 3 Kilometer vor der Landebahn ins Meer geflogen, nachdem die Piloten die Position der Maschine falsch eingeschätzt hatten. Bei diesem CFIT (Controlled flight into terrain) wurden 108 der 129 Insassen getötet.
Es handelte sich seinerzeit um den zweitschwersten Flugunfall der Alitalia und, da dieselbe Flugstrecke betroffen war, den zweitschwersten am Flughafen Palermo nach dem Alitalia-Flug 112.

## Flugzeug
Bei der verunglückten Maschine handelte es sich um eine 1968 gebaute (McDonnell) Douglas DC-9-32, die im Douglas-Werk in Long Beach, Kalifornien montiert wurde und deren Roll-out im Mai 1968 erfolgte. Das Flugzeug trug die Werknummer 47227, es handelte sich um die 334. Douglas DC-9 aus laufender Produktion. Die Maschine wurde am 29. Mai 1968 mit dem Luftfahrzeugkennzeichen I-DIKQ an die Alitalia ausgeliefert, die die Maschine mit dem Taufnamen Isola di Stromboli in Betrieb nahm. Das zweistrahlige Schmalrumpfflugzeug war mit zwei Mantelstromtriebwerken des Typs Pratt & Whitney JT8D-9A ausgestattet.

## Passagiere und Besatzung
Den Flug von Rom nach Palermo hatten 124 Passagiere angetreten. Es befand sich eine fünfköpfige Besatzung an Bord. Flugkapitän der Maschine war Sergio Cerrina, er verfügte über 418 Stunden Flugerfahrung mit diesem Flugzeugtyp. Erster Offizier war Nicola Bonifacio mit 173 Stunden Flugerfahrung mit der DC-9.

## Unfallhergang
Bei dem durchgeführten Flug handelte es sich um einen Weihnachts-Charterflug. Der Flug wurde bei Nacht und guter Sicht durchgeführt, die Sichtweiten betrugen etwa 10 km. Der Flug verlief bis zum Beginn des Anfluges auf Palermo ohne besondere Vorkommnisse. Die Maschine erhielt beim Anflug auf Palermo die Freigabe für einen VOR/DME-Anflug auf die Landebahn 21. Nach einem normalen VOR-/DME-Anflug leiteten die Piloten einen Sinkflug auf eine Flughöhe von 150 Fuß über dem Meer ein, obwohl sie noch mehr als 3 Kilometer vom Flughafen entfernt waren. Der Erste Offizier, der die Maschine zu diesem Zeitpunkt steuerte, leitete eine leichte Linkskurve ein. Kurz darauf streifte die linke Tragflächenspitze die Meeresoberfläche und die Maschine stürzte daraufhin ins Meer. Den Unfall überlebten nur 21 Passagiere, die mit zu Hilfe eilenden Fischerbooten gerettet werden konnten. Die meisten anderen Insassen ertranken.

## Ursache
Die Unfallermittler stellten fest, dass der letzte Abschnitt des Sinkfluges mit einer geringen Vertikalgeschwindigkeit durchgeführt worden war. Der Unfall wurde einem Fehler der Piloten zugeschrieben, die glaubten, näher am Ankunftsflughafen zu sein, als sie tatsächlich waren, und beschlossen, den endgültigen Sinkflug vorzeitig durchzuführen. Der erste Teil des Sinkflugs wurde im Instrumentenflug mit einem VOR/DME-Anflug auf die Landebahn 21 bis zu zwei Meilen vor dem Ziel durchgeführt, dann unterbrach die Besatzung den Sinkflug 150 Fuß (50 m) über dem Meeresspiegel und schaltete den Autopiloten ab. Während die Piloten versuchten, die Landebahnschwelle zu identifizieren, verlor die Maschine weiter an Höhe. Die Piloten setzten das nun gefährlich gewordene Manöver fort, obwohl sie die Landebahnbefeuerung nicht sichten konnten.
Die Ermittler waren der Ansicht, dass die Besatzung möglicherweise aufgrund von fehlerhaften Anzeigen des Höhenmessers abgelenkt worden war. Douglas und Collins hatten Alitalia bereits im Jahr 1975 über mögliche Fehlfunktionen der Höhenmesser der Douglas DC-9 in Kenntnis gesetzt.